# Beautiful Now
Beautiful Now (engl. „Jetzt wunderschön“) ist ein Lied des deutsch-russischen DJs Zedd, in Kooperation mit dem US-amerikanischen Popsänger Jon Bellion. Das Stück ist die dritte Singleauskopplung aus seinem zweiten Studioalbum True Colors.

## Entstehung und Artwork
Geschrieben wurde das Lied von Antonina Armato, Jon Bellion, Desmond Child, Tim James, David Jost und Anton Zaslavski (Zedd), letztgenannter produzierte das Lied gemeinsam mit Rock Mafia. Die Single wurde unter dem Musiklabel Interscope Records veröffentlicht und vertrieben. Auf dem Cover der Maxi-Single ist – neben Künstlernamen und Liedtitel – ein aus einem Farbenspiel zusammengesetztes rotes Herz, vor einem weißen Hintergrund, zu sehen.

## Veröffentlichung und Promotion
Die Erstveröffentlichung von Beautiful Now erfolgte als digitale Veröffentlichung am 13. Mai 2015 um 21:00 Uhr auf iTunes. Zwei Monate später folgte die Veröffentlichung eine digitalen EP am 10. Juli 2015. Diese wurde unter dem Titel Beautiful Now (Remixes) veröffentlicht und beinhaltet vier neue und ein bereits veröffentlichter Remix zu Beautiful Now.
Um das Studioalbum zu bewerben postete Zedd Anfang März einige geheimnisvolle Teaser zu True Colors bei Twitter, die sich später als Hinweise auf eine Eventreihe von Zedd herausstellten, wobei er bei jedem Event die Premiere seiner neuen Stücke feierte. Am 8. Mai 2015 folgte die Premiere von Beautiful Now im Shedd Aquarium in Chicago, Illinois. Jedem Lied auf dem Album (außer I Want You to Know) wurde bei den Veranstaltungen eine Farbe zugeteilt. Beautiful Now wurde die Themen-Farbe Magenta zugeordnet. Um auf die Premiere zu gelangen postete Zedd an dem veranstalteten Tag Hinweise auf verschiedene Orte in Chicago. An allen Orten waren Aufkleber mit dem typischen „Z-Logo“ von Zedd zu finden. Die ersten 50 Fans die ein Bild mit sich und dem Logo hochluden und an den Stationen ankamen wurden zur Vorpremiere eines Liedes von Zedd eingeladen. Alle Fans, die es zu den Events schafften, bekamen als Geschenk ein Paar Beats-Kopfhörer.
Remixversionen
- 2015: Beautiful Now (Charlie Darker Remix)
- 2015: Beautiful Now (Dirty South Remix)
- 2015: Beautiful Now (KDrew Remix)
- 2015: Beautiful Now (Marshmello Remix)
- 2015: Beautiful Now (Noise Killerz Remix)
- 2015: Beautiful Now (Zonderling Remix)

## Inhalt
Der Liedtext zu Beautiful Now ist komplett in englischer Sprache verfasst, auf Deutsch übersetzt heißt der Titel „Jetzt wunderschön“. Die Musik und der Text wurden gemeinsam von Antonina Armato, Jon Bellion, Desmond Child, Tim James, David Jost und Zedd verfasst. Musikalisch bewegt sich das Lied im Bereich des House. Der Gesang des Liedes stammt alleine von Bellion, Zedd wirkt lediglich als DJ.
Im Lied geht es um eine kurz-andauernde Liebesbeziehung. Das Paar weiß, dass ihre Beziehung nicht ewig halten wird. Das Lied beschreibt den wunderschönen Moment, den man im Augenblick lebt. Die Webpräsenz hollywoodlife.com vermutet einen Zusammenhang zwischen dem Beziehungsaus von Zedd und Selena Gomez und der Veröffentlichung von Beautiful Now
| „We might not know why. We might not know how. But baby, tonight, we’re beautiful now.“ – Refrain, Originalauszug | „Wir dürften nicht wissen warum. Wir dürften nicht wissen wie. Aber Liebling, heute Abend sind wir wunderschön.“ – Refrain, Übersetzung |

## Musikvideo
Das Musikvideo zu Beautiful Now feierte am 12. Juni 2015 auf Vevo seine Premiere. Unter anderem ist Zedd zu sehen, der bei dem Versuch etwas zu klauen erwischt wird und daraufhin den Supermarktbetreiber mit einem Messer bedroht, um daraufhin flüchten zu können. Mehrere Szenen wurden in Prag, Tschechien gedreht. Beispielsweise ist die Prager Straßenbahn, die Prager Metro sowie das Strahov-Stadion zu sehen. Die Gesamtlänge des Videos ist 4:12 Minuten. Regie führte, wie schon bei den vorangegangenen Singles Clarity und Find You, Jodeb. Bis heute zählt das Musikvideo über 131 Millionen Aufrufe bei YouTube (Stand: November 2018).

## Mitwirkende
| Liedproduktion - Antonina Armato: Komponist, Liedtexter - Jon Bellion: Gesang, Komponist, Liedtexter - Desmond Child: Komponist, Liedtexter - Tim James: Komponist, Liedtexter - David Jost: Komponist, Liedtexter - Rock Mafia: Musikproduzent - Zedd: DJ, Komponist, Liedtexter, Musikproduzent | Artwork - Jodeb: Regisseur (Musikvideo) Unternehmen - Interscope Records: Musiklabel, Vertrieb |

## Kommerzieller Erfolg

### Chartplatzierungen
Beautiful Now erreichte in den Vereinigten Staaten Position 64 der Billboard Hot 100 und konnte sich insgesamt 14 Wochen in den Charts halten. Für Zedd als Interpret ist dies der fünfte Charterfolg in den Vereinigten Staaten. Für Zedd als Autor und Musikproduzent ist dies der siebte Charterfolg in den Vereinigten Staaten. Für Bellion ist es weltweit der erste Charterfolg.
| ChartsChartplatzierungen       | Höchstplatzierung | Wochen |
| ------------------------------ | ----------------- | ------ |
| Vereinigte Staaten (Billboard) | 64 (14 Wo.)       | 14     |

### Auszeichnungen für Musikverkäufe
Am 20. November 2015 wurde Beautiful Now in den Vereinigten Staaten mit einer Goldenen Schallplatte für über 500.000 verkaufter Einheiten ausgezeichnet. 2016 folgte Gold in Italien und Platin in Polen sowie Platin in den Vereinigten Staaten im September 2017. Insgesamt wurde die Single weltweit je drei Goldenen- und vier Platin-Schallplatten für über 1,3 Millionen verkaufte Einheiten ausgezeichnet. Für Bellion war es der erste Tonträger der Goldstatus erreichte.

| Land/Region               | Auszeichnungen für Musikverkäufe (Land/Region, Auszeichnung, Verkäufe) | Verkäufe  |
| ------------------------- | ---------------------------------------------------------------------- | --------- |
| Australien (ARIA)         | Platin                                                                 | 70.000    |
| Brasilien (PMB)           | Platin                                                                 | 60.000    |
| Italien (FIMI)            | Gold                                                                   | 25.000    |
| Japan (RIAJ)              | Gold                                                                   | 100.000   |
| Polen (ZPAV)              | Platin                                                                 | 20.000    |
| Spanien (Promusicae)      | Gold                                                                   | 30.000    |
| Vereinigte Staaten (RIAA) | Platin                                                                 | 1.000.000 |
| Insgesamt                 | 3× Gold · 4× Platin ·                                                  | 1.305.000 |

Hauptartikel: Zedd/Auszeichnungen für Musikverkäufe